# Donji Rogolji
Donji Rogolji falu Horvátországban, Bród-Szávamente megyében. Közigazgatásilag Okucsányhoz tartozik.

## Fekvése
Bródtól légvonalban 65, közúton 86 km-re északnyugatra, Pozsegától légvonalban 36, közúton 57 km-re nyugatra, a Psunj-hegység déli lejtőin, a Rogoljica-patak partján fekszik.

## Története
A település valószínűleg a török kiűzése után keletkezett Boszniából érkezett pravoszláv vlachok betelepülésével. Az első katonai felmérés térképén „Dorf Rogolie” néven található. Lipszky János 1808-ban Budán kiadott repertóriumában „Rogulje” néven szerepel.  
Nagy Lajos 1829-ben kiadott művében „Rogolje” néven 80 házzal, 7 katolikus és 399 ortodox vallású lakossal találjuk.  A gradiskai határőrezredhez tartozott, majd a katonai közigazgatás megszüntetése után Pozsega vármegyéhez csatolták. 
Donji Rogolji 1948-ban vált ki az addig egységes Rogolje településből. 1991-től a független Horvátországhoz tartozik. 1991-ben lakosságának 93%-a szerb, 3%-a jugoszláv nemzetiségű volt. A délszláv háború során a település már a háború elején szerb ellenőrzés alá került. 1991. március 1-jén már kitűzték itt a szerb zászlót. 1995. május 1-jén a „Bljesak-95” hadművelet első napján foglalta vissza a horvát hadsereg. 2011-ben a településnek 40 lakosa volt. 

## Lakossága
| Lakosság változása | Lakosság változása | Lakosság változása | Lakosság változása | Lakosság változása | Lakosság változása | Lakosság változása | Lakosság változása | Lakosság változása | Lakosság változása | Lakosság változása | Lakosság változása | Lakosság változása | Lakosság változása | Lakosság változása | Lakosság változása |
| ------------------ | ------------------ | ------------------ | ------------------ | ------------------ | ------------------ | ------------------ | ------------------ | ------------------ | ------------------ | ------------------ | ------------------ | ------------------ | ------------------ | ------------------ | ------------------ |
| 1857               | 1869               | 1880               | 1890               | 1900               | 1910               | 1921               | 1931               | 1948               | 1953               | 1961               | 1971               | 1981               | 1991               | 2001               | 2011               |
| 0                  | 0                  | 0                  | 0                  | 0                  | 0                  | 0                  | 0                  | 130                | 125                | 128                | 121                | 113                | 99                 | 56                 | 40                 |

(1931-ig lakosságát az egységes Rogoljéhoz számították.)

## Nevezetességei
A Legszentebb Istenanya tiszteletére szentelt pravoszláv parochiális temploma. A templom elődje a 18. század első felében fából épített Szent György templom volt, melyet 1749-ben szentelt fel Sofronije Jovanović pakrác-szlavóniai püspök. Egy 1782-es feljegyzés szerint a templom akkor már nagyon rossz állapotban volt. Az új templomot 1846 és 1847 között építették és a Legszentebb Istenanya tiszteletére szentelték fel. A második világháborút is aránylag jó állapotban vészelte át. A délszláv háború során a templomot kifosztották.